# There Must Be an Angel (Playing with My Heart)
There Must Be an Angel (Playing with My Heart) is een nummer van het ,Britse muziekduo Eurythmics. Het is de tweede single van hun vijfde studioalbum Be Yourself Tonight uit 1985. Op 24 juni dat jaar werd het nummer wereldwijd op vinylsingle uitgebracht. De mondharmonicasolo op het nummer werd verzorgd door Stevie Wonder.

## Achtergrond
"There Must Be an Angel" werd een wereldwijde hit. De plaat  behaalde de nummer 1-positie in thuisland het Verenigd Koninkrijk. In Noorwegen, Finland en Ierland werd eveneens de nummer 1-positie behaald, in Nieuw-Zeeland de 5e, Australië de 3e, Zweden de 2e, Duitsland de 4e, Oostenrijk de 9e, Frankrijk de 8e, Canada de 12e, de VS de 22e en in Zuid-Afrika de 6e positie.
In Nederland werd de plaat veel gedraaid op Hilversum 3 en werd een hit in de destijds drie landelijke hitlijsten op de nationale publieke popzender. De plaat bereikte de 4e positie in de Nederlandse Top 40 en de 3e positie in zowel de Nationale Hitparade als de TROS Top 50. In de Europese hitlijst op Hilversum 3, de TROS Europarade, werd eveneens de 3e positie bereikt. 
In België bereikte de plaat de 7e positie in zowel de voorloper van de Vlaamse Ultratop 50 als de Vlaamse Radio 2 Top 30. In Wallonië werd géén notering behaald.

## Hitnoteringen

### NPO Radio 2 Top 2000
| Nummer met noteringen in de NPO Radio 2 Top 2000 | '99 | '00 | '01 | '02 | '03  | '04 | '05 | '06 | '07  | '08 | '09 | '10  | '11  | '12  | '13  | '14  | '15  | '16  | '17  | '18  | '19  | '20  | '21  | '22  | '23  |
| ------------------------------------------------ | --- | --- | --- | --- | ---- | --- | --- | --- | ---- | --- | --- | ---- | ---- | ---- | ---- | ---- | ---- | ---- | ---- | ---- | ---- | ---- | ---- | ---- | ---- |
| There Must Be an Angel (Playing With My Heart)   | 573 | 740 | 755 | 808 | 1047 | 806 | 789 | 963 | 1054 | 901 | 994 | 1045 | 1096 | 1550 | 1478 | 1639 | 1844 | 1653 | 1582 | 1872 | 1789 | 1514 | 1736 | 1936 | 1815 |

1. ↑  Een vetgedrukt getal geeft de hoogste notering aan.
2. ↑  Deze tabel is bijgewerkt tot en met de laatste editie (2024).